# Kompsornis
Kompsornis (лат.) — род авиал (птиц в широком смысле) из отряда Jeholornithiformes, чьи ископаемые остатки найдены в нижнемеловых слоях на территории современного Китая. Включает единственный вид — Kompsornis longicaudus.

## Открытие и название
Единственный образец Kompsornis был найден в формации Цзюфотан, в городском уезде Линъюань, провинция Ляонин (Китай). Голотип AGB-6997 представляет собой почти полный сочленённый скелет взрослой особи, сохранённый на одной плите. В 2020 году таксон был описан группой учёных под руководством Сюри Вана. Описание включало всестороннее сравнение между Kompsornis и типовыми образцами других видов Jeholornithiformes, включая все виды Jeholornis, Shenzhouraptor sinensis, Dalianraptor cuhe и возможного эуавиала Jixiangornis orientalis. Учёные пришли к выводу, что Kompsornis был видом, отличающимся от всех других представителей отряда, и что все они представляли валидные виды, за исключением Dalianraptor, которого признали подделкой, составленной из различных образцов и не имеющей каких-либо диагностических характеристик.
Родовое название состоит из др.-греч. Kompsos — элегантный, и др.-греч. ornis — птица. Видовое название означает «длиннохвстый» на латыни, с отсылкой на длинные хвостовые позвонки типового экземпляра.

## Описание
Kompsornis был крупной длиннохвостой птицей с уникальной комбинацией признаков, некоторые из которых являются аутапоморфиями:
- чрезвычайно вытянутые передняя конечность, хвост и средние хвостовые позвонки;
- полностью сросшаяся грудина с отчётливо заострённым передне-латеральным углом и толстыми задне-латеральными отростками;
- коракоид с большим окном;
- полностью слитый тазовый пояс;
- лобковая кость наклонена назад сильнее, чем у джехолорниса;
- длина голени почти равна длине бедра;
- пятая плюсневая кость отсутствует;
- коготь на втором пальце ноги самый большой и проксимально расширенный, чем когти на других пальцах.

В целом скелет имеет больше птицеподобных паттернов роста, чем у других представителей Jeholornithiformes.

## Систематика
В результате проведённого филогенетического анализа Kompsornis был восстановлен в качестве представителя отряда Jeholornithiformes, наиболее близко связанного с Jeholornis prima и Jeholornis curvipes и более продвинутого, чем Shenzhouraptor, J. palmapenis и Jixiangornis. Приведённая ниже кладограмма отражает результаты этого анализа.

|  | Kompsornis                                                               |
|  |                                                                          |
|  | \| \| Jeholornis prima \| \| \| \| \| \| Jeholornis curvipes \| \| \| \| |
|  |                                                                          |
|  | Jeholornis prima                                                         |
|  |                                                                          |
|  | Jeholornis curvipes                                                      |
|  |                                                                          |

|  | Jeholornis prima    |
|  |                     |
|  | Jeholornis curvipes |
|  |                     |

|  | Kompsornis                                                               |
|  |                                                                          |
|  | \| \| Jeholornis prima \| \| \| \| \| \| Jeholornis curvipes \| \| \| \| |
|  |                                                                          |
|  | Jeholornis prima                                                         |
|  |                                                                          |
|  | Jeholornis curvipes                                                      |
|  |                                                                          |

|  | Jeholornis prima    |
|  |                     |
|  | Jeholornis curvipes |
|  |                     |

|  | Kompsornis                                                               |
|  |                                                                          |
|  | \| \| Jeholornis prima \| \| \| \| \| \| Jeholornis curvipes \| \| \| \| |
|  |                                                                          |
|  | Jeholornis prima                                                         |
|  |                                                                          |
|  | Jeholornis curvipes                                                      |
|  |                                                                          |

|  | Jeholornis prima    |
|  |                     |
|  | Jeholornis curvipes |
|  |                     |

|  | Kompsornis                                                               |
|  |                                                                          |
|  | \| \| Jeholornis prima \| \| \| \| \| \| Jeholornis curvipes \| \| \| \| |
|  |                                                                          |
|  | Jeholornis prima                                                         |
|  |                                                                          |
|  | Jeholornis curvipes                                                      |
|  |                                                                          |

|  | Jeholornis prima    |
|  |                     |
|  | Jeholornis curvipes |
|  |                     |

## Палеобиология
Скорость роста Kompsornis вычислили по поперечному сечению рёберной кости и сравнили с таковой у одного из вида джехолорниса. Возраст птицы был определён как минимум в 4 года. Животное приближалось к зрелости, но, тем не менее, полностью не выросло. Kompsornis обладал иной стратегией роста, чем джехолорнис, особенно в слиянии грудины и бедра до зрелости скелета, которые часто остаются неполными даже у более крупных и более старых экземпляров джехолорниса. Такие различия в моделях роста могут свидетельствовать о том, что разные представители отряда выработали различные стратегии роста, позволяющие использовать в одной среде разные экологические факторы.
Грудная клетка Kompsornis полностью срослась и обладает хорошо развитым килем и мощным мечевидным отростком, что позволяет предположить, что эта птица была хорошим летуном.